# Tona (siła)
Tona-siła – pozaukładowa jednostka siły równa 1000 kilogramom siły, równa ciężarowi jaki ma masa 1 t przy normalnym ciążeniu (9,81 m/s²). Dla odróżnienia od jednostki masy oznaczana skrótem tf, a dawniej wielką literą T.